# کوله‌سیستکتومی
کوله‌سیستکتومی (به انگلیسی: Cholecystectomy)  ، زهره‌برداری یا زردآبدان‌برداری، به عمل جراحی برای برداشتن کیسه صفرا بیمار گفته می‌شود. این روش رایج‌ترین روش برای درمان سنگ‌های صفراوی است. گزینه‌هایی که برای انجام این عمل پیش روی جراح است انجام عمل به روش سنتی جراحی باز است یا اینکه می‌تواند از روش جراحی لاپاروسکوپیک این عمل را انجام دهد.

## اندیکاسیون‌ها
کوله سیستیت حاد و مزمن (التهاب کیسهٔ صفرا) – تومور کیسهٔ صفرا - پارگی کیسه در اثر وارد شدن ضربه و تروما – ناهنجاری‌های مادرزادی - سنگ صفرا که مهم‌ترین علت کوله سیستیت و کوله سیستکتومی محسوب می‌شود

## ریسک فاکتورهای ایجاد سنگ
- جنس (در زنان ۴ برابر مردان است)
- قرص‌های ضد بارداری خوراکی (OCP) و استروژن
- سن بالای ۴۰ سال
- چاقی و دیابت
- چندزایی
- بیماری‌های دستگاه گوارش
- کم کردن میزان زیادی از وزن در زمان کوتاه

همهٔ این موارد میزان اشباع صفرا از کلسترول را بالا برده و زمینهٔ ایجاد سنگ‌های صفراوی را فراهم می‌سازند. 

## انواع جراحی
کوله سیستکتومی به دو روش قابل انجام است:
- به روش باز یا لاپاراتومی
- به روش لاپاروسکوپی: این روش برای برداشتن کیسه صفرا استاندارد طلایی محسوب می‌شود و معمولاً در ۹۹/۹ درصد موارد، استفاده از آن موفقیت‌آمیز بوده‌است. به گفته ی دکتر سهیل امید، متخصص جراحی عمومی و لاپاراسکوپی، امروزه در اکثر مناطق کشور ایران امکانات لاپاروسکوپی وجود دارد[۵]

## نوعبیهوشیو نوع پوزیشن
- بیمار در وضعیت خوابیده به پشت (سوپاین) قرار می‌گیرد و سپس کیسهٔ شن یا پتو یا شان لوله شده را زیر دنده‌‌های او قرار می‌دهیم تا از موضع عمل، دید بهتری داشته باشیم. برای جلوگیری از ایجاد عوارض عصبی و عروقی از جادستی و پدهای محافظ استفاده می‌کنیم.
- نوع بیهوشی: می‌توانیم از هر دو روش بیهوشی عمومی یا بیحسی نخاعی استفاده کنیم[۶]

## تجهیزات
پری ست– ست جراحی‌های بزرگ – ست مجاری صفراوی (جهت باز کردن مجرای مشترک)- کولدوسکوپ – دستگاه ساکشن والکتروکوتر –پد یا پتوی تا شده برای وضعیت دهی – T تیوب – درن –عامل هموستاز مثل سرجی سل – جوراب ضد آمبولی

## آمادگی قبل از عمل
- انجام رادیوگرافی‌های لازم جهت تشخیص
- آزمایش‌های خون، ادرار، مدفوع و هم چنین نوار قلب (برحسب سن بیمار)
- تجویز ویتامین K از چند روز پیش از عمل[۸]
- شیو (از بین بردن) موهای زائد از زیر سینه تا نیمهٔ ران وپهلوها
- رعایت رژیم کم یا بدون چربی از چند روز پیش از عمل
- درخواست رزرو خون[۹]
- معاینهٔ متخصص بیهوشی
- گذاشتن سوند فولی در شب قبل از عمل و سوند معده در صبح روز عمل
- مرطوب کردن لنگازها با نرمال سالین[۱۰]

## کوله‌سیستکتومی به روش باز
1. جراح با استفاده از تیغ بیستوری، برشی در ناحیهٔ زیر دنده‌ای راست ایجاد می‌کند.
2. هموستاز عروق خون‌ریزی دهنده توسط پنس هموستات یا کوتر صورت می‌گیرد.
3. پس از برش لایه‌های پوست و کنار زدن ماهیچه‌ها، کبد در دسترس قرار می‌گیرد. اکسپوز این ناحیه توسط رترکتور مالیبل، دیور یا خودکار شکمی انجام می‌شود.
4. با استفاده از لنگازهای مرطوب، کبد و احشاء شکمی کنار زده می‌شوند.
5. سر کیسهٔ صفرا توسط رینگ فورسپس گرفته شده و اگر کیسه مملو از مایع باشد، با یک سرنگ محتویات آن آسپیره می‌شود.
6. به آرامی و به کمک گاز و قیچی متزنبام، کیسهٔ صفرا از اطراف کبد آزاد می‌شود.
7. خونریزی‌های ایجاد شده با کوتر لیگاتور می‌شود.
8. با رایت انگل قسمت انتهایی مجرای صفراوی یعنی محل اتصال به مجرای کولدوک مسدود می‌شود.
9. پس از لیگاتور کردن شریان و ورید سیستیک و بریدن آن‌ها کیسهٔ صفرا خارج می‌شود.
10. خونریزی‌های احتمالی توسط سرجی سل کنترل می‌گردد.
11. اگر داخل مجرا سنگ باشد با استفاده از از کولانژیوگرافی و سنگ‌شکنی آن را از بین می‌بریم و سپس از T تیوب استفاده می‌کنیم.
12. جهت خروج ترشحات از درن پنروز یا هموواگ استفاده می‌کنیم.
13. پس از بستن لایه‌های مختلف شکمی، زخم جراحی با پانسمان مناسب پوشانده می‌شود.

- در سیروزی‌ها باید دقت زیادی به خرج داد زیرا خون‌ریزی وسیعی دارند. در این بیماران تزریق وازوپرسین و داروهای فیبرینولیتیک در حین جراحی را باید در نظر داشت.[۱۱][۱۲]

## مراقبت بعد از عمل
- تجویز و تزریق مسکن‌های کافی و به موقع، تا بیمار بتواند به راحتی نفس‌های عمیق کشیده و از بروز عوارض ریوی جلوگیری کند.
- تشویق به خروج از تخت و داشتن تحرک برای جلوگیری از لخته شدن خون
- NPO بودن تا زمانی که پزشک دستور داده است.[۱۳]
- حفظ وضعیت تغذیهٔ بیمار و تزریق آنتی بیوتیک به صورت وریدی
- کنترل جذب و دفع
- نظافت بینی و شست‌وشوی دهان با گاز مرطوب و آب سرد[۱۴]
- بیمار به حالت نیمه نشسته قرار گیرد تا تخلیهٔ صفرا بهتر انجام شود.
- اندازه‌گیری ترشحات درن و T تیوب و هم چنین دقت به نوع و رنگ ترشحات موجود در آن‌ها.
- شروع رژیم غذایی نرم پس از بازگشت صداهای روده‌ای
- مراقبت از درن و لوله‌ها، زخم جراحی و پانسمان.[۱۵]
- کنترل تب، تهوع و یرقان
- کنترل رنگ ادرار و مدفوع به صورت روزانه و آزمایش کردن آن‌ها از نظر وجود مواد صفراوی
- دادن داروهای مسهل یا تعبیهٔ رکتال تیوب و انجام تنقیه برای کاهش نفخ شکم
- تجویز ویتامین K[۱۶]
- خارج کردن درن همراه با اولین یا دومین تعویض پانسمان
- ۴-۵ روز پس از عمل بیمار می‌تواند ترخیص شود.
- بخیه‌ها در روز هفتم پس از عمل کشیده می‌شوند.
- بیمار رژیم غذایی پر پروتئین، پر کربوهیدرات و کم چربی داشته باشد.[۱۷]

## عوارض کوله‌سیستکتومی باز

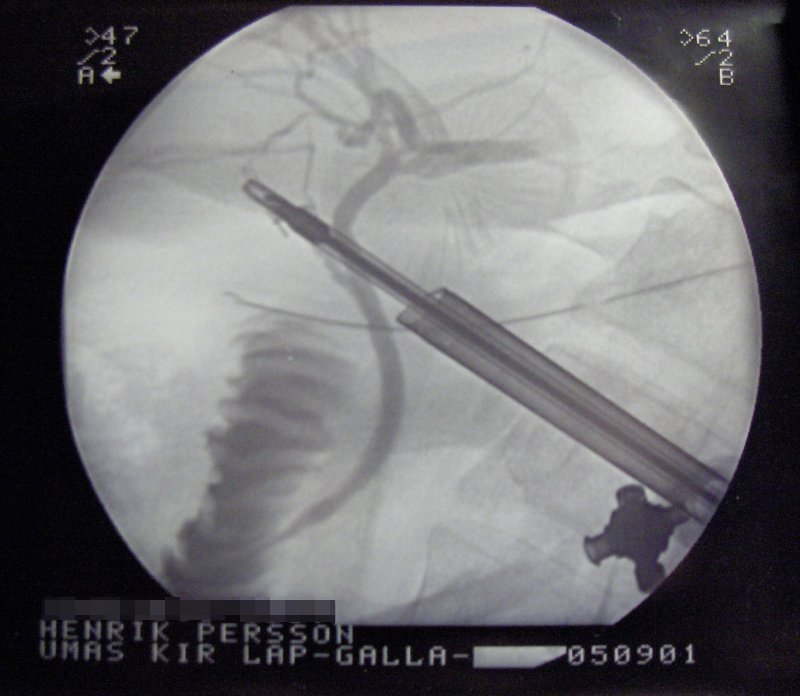
کوله‌سیستکتومی لاپاروسکوپیک از نگاه تصویر اشعه ایکس

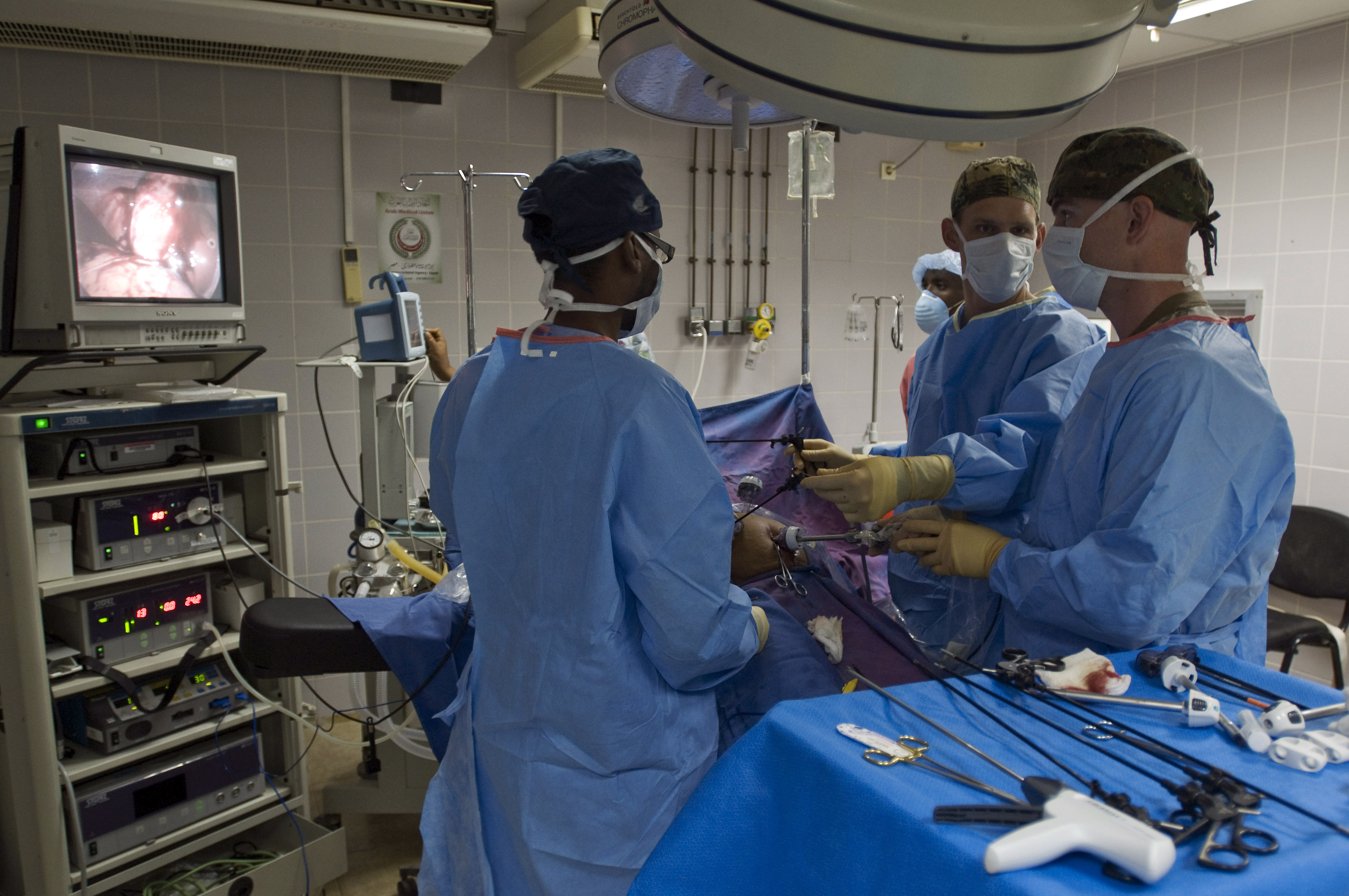
جراحی کوله‌سیستکتومی به روش لاپاروسکوپیک

- عوارض ریوی
- آمبولی
- ترومبوفلبیت
- خونریزی[۱۸]

## کوله سیستکتومی به روش لاپاراسکوپی
- بیمار در وضعیت خوابیده به پشت، در حالی که سر بیمار مختصری به سمت بالا و متمایل به چپ است قرار داده می‌شود.

### روش عمل
1. بعد از پرپ و درپ، برشی در ناحیهٔ بالای ناف داده می‌شود و از این محل سر سوزن مخصوص گاز وارد صفاق می‌شود. از همین راه پریتوئن از گاز کربن دی اکسید پر شده تا اینکه فشار گاز به ۱۵-۲۰ میلی‌متر جیوه برسد، سپس سر سوزن گاز خارج شده و در آن قسمت کانولای Hasson را وارد می‌کنیم و بدین ترتیب دوربین وارد حفرهٔ شکم می‌شود
2. سپس یک کانولای ۱۰ میلی متری زیر زائدهٔ گزیفوئید در سمت چپ خط میانی بدن و یک کانولای ۵ میلی‌متری در زیر دنده‌ها با فاصلهٔ یک کف دست در سمت راست و کانولای ۵ میلی‌متری بعدی را در خط مید آگزیلاری طرفی (زیر بغل) قرار می‌دهیم.
3. با یک فورسپس دندانه دار از کانولای زیر بغل، فوندوس کیسهٔ صفرا را می‌گیرند.
4. با یک گرسپر دیگر از طریق کانولای ربع بالایی راست، گردن کیسهٔ صفرا را گرفته و آن را به سمت خارج می‌کشند.
5. سپس پروب دیاترمی از طریق کانولای ۱۰ میلی‌متری وارد شده و هنگامی که شریان و مجرای سیستیک تشخیص داده شد، شریان را با استفاده از دو بست فلزی (یکی را در قسمت پروگزیمال و دیگری را در سمت کیسهٔ صفرا) لیگاتور نموده و با قیچی آن را قطع می‌کنند. در مورد قطع مجرای سیستسک نیز به همین روش عمل می‌کنند.
6. با پروب دیاترمی کیسهٔ صفرا را از بستر کبد جدا نموده و از محل کانولای ۱۰ میلی‌متری خارج می‌کنند. برای خارج کردن کیسهٔ صفرا بهتر است از ابزار مخصوصی که در سر آن کیسهٔ پلاستیکی (Endo bag) تعبیه شده‌استفاده نمود. درم مواردی که مشکوک به سرطان کیسهٔ صفرا باشیم استفاده از اندوبگ الزامی است، در غیر این صورت ممکن است هنگام خارج کردن کیسه، سلول‌های سرطانی گسترش یابند. هنگام خارج کردن کیسه از حفرهٔ شکمی، همچنین باید مراقب بود تا کیسه پاره نشود، زیرا در این صورت امکان عفونت زخم و عوارض بعدی به وجود می‌آید.
7. شست‌وشوی مختصری صورت گرفته و کانولاها خارج شده و گاز پریتوئن را تخلیه می‌کنند. و در آخر نیز محل‌های برش را بخیه می‌زنند.[۱۹][۲۰]

## عوارض لاپاراسکوپی
سپسیس شکمی، فیستول پانکراسی، دیابت، هموراژی، احتمال باز شدن بخیه‌ها و پپتیک اولسر

## پیش آگهی
این عوارض در ۲۰ تا ۴۰٪ بیماران تجربه می‌شود و مرگ و میر بیماران در مرحلهٔ تشخیص و جراحی معمولاً ۲۰٪ بوده که در دههٔ گذشته به زیر ۵٪ رسیده‌است.